# Římskokatolická farnost Kralupy nad Vltavou
Římskokatolická farnost Kralupy nad Vltavou je jedno z územních společenství římských katolíků v podřipském vikariátu s farním kostelem Nanebevzetí Panny Marie a sv. Václava.

## Kostely farnosti
| Kostel                                | Místo               | Bohoslužba                                                                 |
| ------------------------------------- | ------------------- | -------------------------------------------------------------------------- |
| sv. Klementa                          | Chržín              | pouze 1. čtvrtek v měsíci v 18:00 poutní mše 23. listopadu                 |
| sv. Petra a Pavla                     | Chvatěruby          | pouze 2. čtvrtek v měsíci v 18:00                                          |
| Nanebevzetí Panny Marie a sv. Václava | Kralupy nad Vltavou | neděle v 9.30 úterý a pátek 17.30 poutní mše 15. srpna poutní mše 28. září |
| sv. Jakuba Staršího                   | Minice              | pouze 4. čtvrtek v měsíci v 18:00 poutní mše 25. července                  |
| Narození Panny Marie                  | Holubice            | pouze 1. sobotu v měsíci v 10:00 poutní mše 07. září                       |
| sv. Michaela archanděla               | Kozinec             |                                                                            |
| sv. Ondřeje                           | Nelahozeves         | pouze 1. středu v měsíci v 18:00                                           |
| sv. Kateřiny Alexandrijské            | Velvary             | neděle v 8:00                                                              |
| sv. Jiří                              | Velvary             | poutní mše 24. dubna                                                       |
| Všech svatých (Malovary)              | Velvary             | poutní mše 31. října nebo 01. listopadu                                    |
| sv. Barbory                           | Nabdín              |                                                                            |
| sv. Linharta                          | Černuc              | poutní mše 06. listopadu                                                   |
| Panny Marie Nanebevzaté               | Miletice            |                                                                            |
| Narození sv. Jana Křtitele            | Veltrusy            | pouze 2. - 5. středu v měsíci v 18:00                                      |
| Narození Panny Marie                  | Vepřek              | pouze 3. čtvrtek v měsíci v 18:00 poutní mše 07. září                      |
| Narození sv. Jana Křtitele            | Zeměchy             | poutní mše 24. června                                                      |

## Osoby ve farnosti
- Martin Sklenář, farář